# Мајк Пауел
Мајкл Ентони Пауел (енгл. Michael Anthony Powel; рођен 10. новембра 1963.) је бивши амерички атлетичар и актуелни светски рекордер у скоку у даљ. Он је двоструки светски шампион и двоструки освајач сребрне медаље на Олимпијским играма у овој дисциплини. Његов светски рекорд износи 8 метара и 95 сантиметара.

## Биографија

### Одрастање
Пауел је рођен у Филаделфији. Похађао је средњу школу Еџвуд у Западној Ковини, Калифорнија, где се такмичио у скоку увис. Наставио је да похађа Универзитет Калифорније, Ирвин, а касније се пребацио на Универзитет Калифорније у Лос Анђелесу. Члан је братства Алфа Фи Алфа.

### Светски рекорд у скоку у даљ
Пауел је освојио сребрну медаљу у скоку у даљ на Летњим олимпијским играма 1988. у Сеулу. 
На Светском првенству у атлетици 1991. у Токију, 30. августа 1991., Пауел је за 5 сантиметара надмашио скоро 23-година стар светски рекорд Боба Бимона у скоку у даљ скочивши 8.95 метара.
Пауел има и најдужи скок са недозвољеном јачином ветра (8.99 метара).
Пауел је поново освојио сребрну медаљу у скоку у даљ на Летњим олимпијским играма 1992. у Барселони. Поред победе 1991. године, поново је тријумфовао у скок у даљ на Светском првенству у атлетици 1993. Освојио је треће место на Светском првенству у атлетици 1995. године.
Након што је био пети у скоку у даљ на Олимпијским играма 1996., Пауел се привремено повукао. Вратио се 2001. са циљем да се такмичи на Олимпијским играма 2004, али није ушао у амерички тим.

### После пензионисања
Пауел сада тренира скакаче у даљ на Универзитету Азуса Пацифик у Азуси, Калифорнија.
У јулу 2016, његова ћерка Миша Пауел је званично именована у канадски олимпијски тим.